# Полений Авспекс (консул 170 г.)
Полений Авспекс Стари (на латински: Pollenius Auspex) е политик и сенатор на Римската империя през 2 и 3 век, суфектконсул между 170 и 174 г. по времето на император Марк Аврелий.

## Биография
Той произлиза вероятно от италианския gens Полиена (gens Polliena). Авспекс е легат (Legatus Augusti pro praetore) на Далмация между 173 и 175 г. Между 180 и 200 г. Авспекс е проконсул управител на провинция Африка.
Той е вероятно баща на Полений Авспекс, суфектконсул ок. 185 г. по времето на император Комод.